# 8612 Burov
8612 Burov eller 1978 SS7 är en asteroid i huvudbältet som upptäcktes den 26 september 1978 av den sovjetisk-ryska astronomen Ljudmila Zjuravljova vid Krims astrofysiska observatorium på Krim. Den är uppkallad efter den rysk-sovjetiske arkitekten Andrej Burov (1900–1957).
Asteroiden har en diameter på ungefär fem kilometer och tillhör asteroidgruppen Erigone.